# Аральськ
Ара́льськ (каз. Арал) — місто, центр Аральського району Кизилординської області Казахстану. Адміністративний центр та єдиний населений пункт Аральської міської адміністрації.
Населення — 36004 особи (2021; 29987 у 2009, 30347 у 1999, 30801 у 1989).

## Опис

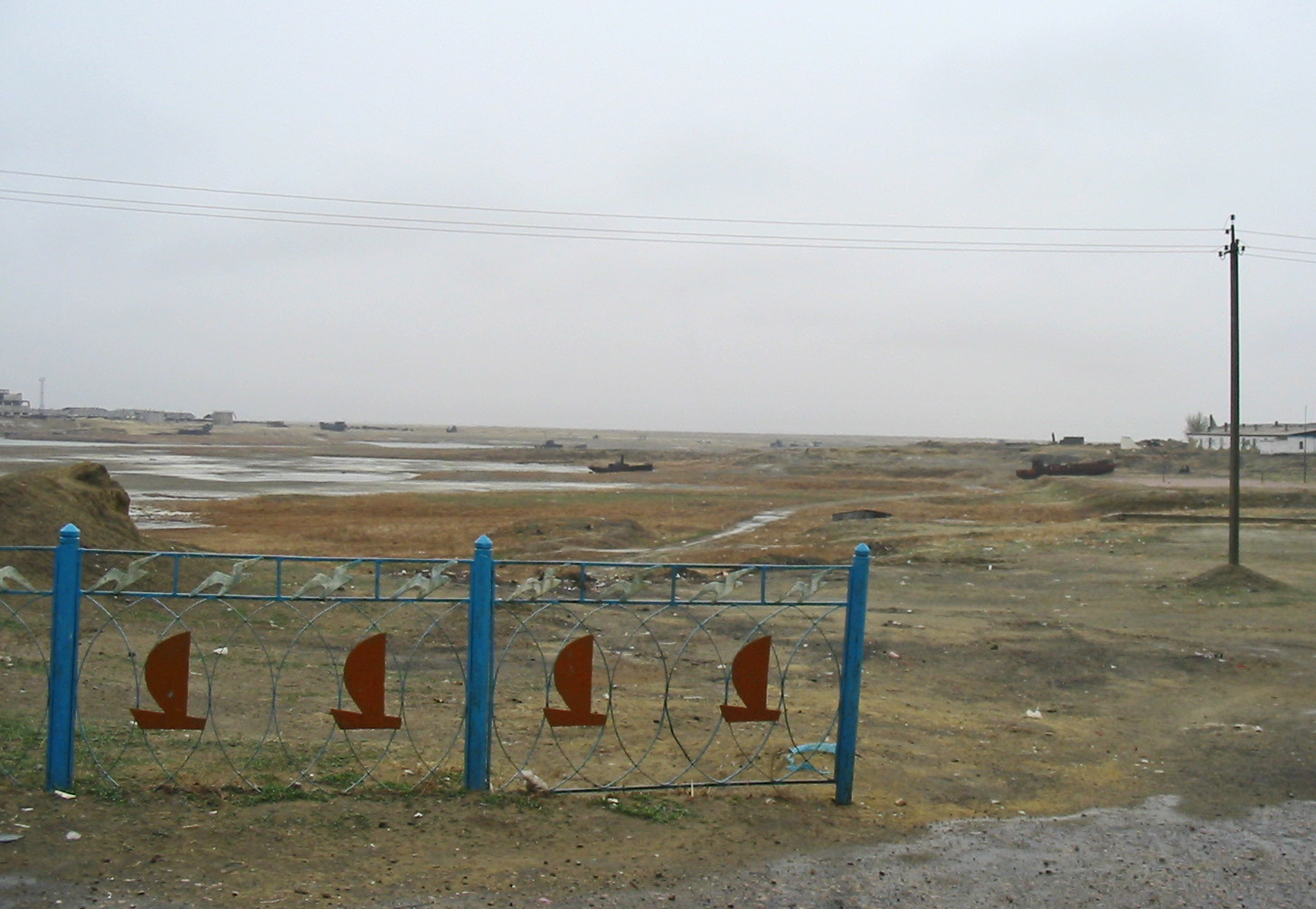
Порт Аральська

Планування вулиць — прямокутне з квартальною забудовою, будинки переважно одноповерхові, глинобитні, у центрі — двоповерхові, кам'яні. Головні магістральні вулиці покриті асфальтом, всі інші покриті гравієм. Місто офіційно входить в Приаральську зону екологічного лиха. Через дуже високий рівень безробіття молодь покидає місто, виїжджаючи в Байконир, Кизилорду та інші міста Казахстану.
Місцевість є слабо горбистою рівниною, загальний ухил місцевості — до Аральського моря. Абсолютні відмітки рельєфу — від 55 до 71 м. Східна частина території зайнята горбисто-чарункуватими пісками, закріпленими напівчагарниковою рослинністю. Висота піщаних пагорбів і пасом 5-25 м, глибина ячей — 3-8 м. На рівнинних ділянках знижені місця зайняті такирами. На території відсутні річки з постійним водотоком. Вода буває в пересихаючих річках та промоїнах лише у період танення снігу і весняних дощів. На півдні території знаходиться висохла затока Аральського моря — Великий Саришигинак. Рослинність пустельна та напівпустельна, представлена травами (ковила, полин, біюргун) і напівчагарниками (тамаріськ, джузгун). Всюди поширений жантак (верблюжа колючка). У місті мало зелені (в основному карагач).

### Клімат
Клімат різко-континентальний, посушливий, з великими коливаннями сезонних і добових температур повітря, малою кількістю опадів (близько 120 мм на рік). Зима (середина листопада — середина березня) з мінливою хмарністю і частими туманами. Середня температура повітря вдень —5.—10°С, вночі до —20.-25°С (мінімальна —42°С). Стійкі морози починаються в грудні. У будь-який місяць зими можлива відлига. Опади випадають переважно у вигляді снігу.
Сніговий покрив утворюється в другій половині грудня і тримається до кінця березня; товщина його зазвичай не перевищує 16 см (у снігові зими до 30 см). Середня глибина промерзання ґрунту 1,3 м. Весна (середина березня — квітень) тепла з нестійкою погодою в першій половині. Температура повітря на початку сезону вдень —1.-10°С, вночі до —10°С; в кінці сезону вдень до +25 °C, вночі від —1°С до +8 °C. Опади випадають у вигляді короткочасних дощів, інколи зі снігом. Літо (травень — середина вересня) характеризується стійкою спекотною сухою і малохмарною погодою. Температура повітря вдень +30.+35°С (максимальна +43 °C), вночі температура опускається до +15.+18°С. Влітку часто бувають суховії, які піднімають в повітря пісок і пил. Осінь (середина вересня — середина листопада) — в першій половині суха і тепла, в другій хмарна і прохолодна. Температура повітря вдень +5.+25°С, вночі —5.+5°С. Опади випадають у вигляді дощів, в другій половині листопада випадає мокрий сніг.
Вітри навесні і літом переважно західні і північно-західні, восени і зимою східні і північно-східні. Переважаюча швидкість вітру 3-7 м/с. Протягом всього року (особливо в зимовий і весняний період) часто спостерігаються сильні штормові вітри із швидкістю 15 м/с і більш (45 днів на рік). Середнє число днів з явищами погоди за рік: опадів 54 (січень 7, червень 3), туман 26, завірюха 10, гроза 12. Число ясних днів по загальній хмарності — 119, похмурих по нижній хмарності — 17.
- Середньорічна температура — +7,8 C°
- Середньорічна швидкість вітру — 5,2 м/с
- Середньорічна вологість повітря — 60%

| Показник               | Січень | Лютий | Березень | Квітень | Травень | Червень | Липень | Серпень | Вересень | Жовтень | Листопад | Грудень | Рік |
| Абсолютний максимум °С | 6      | 18    | 29       | 34      | 40      | 47      | 45     | 44      | 39       | 33      | 25       | 10      | 47  |
| Середній максимум °С   | -6     | -8    | 2        | 16      | 24      | 30      | 33     | 31      | 24       | 14      | 3        | -4      | 13  |
| Середня температура °С | -12    | -12   | -3       | 10      | 18      | 24      | 27     | 24      | 17       | 8       | 0        | -7      | 8   |
| Середній мінімум °С    | -17    | -17   | -8       | 4       | 12      | 17      | 20     | 18      | 11       | 3       | -5       | -12     | -2  |
| Абсоютний мінімум      | -38    | -37   | -36      | -16     | -5      | 4       | 8      | 5       | -4       | -16     | -32      | -35     | -38 |
| Норма опадів           | 11     | 8     | 14       | 17      | 12      | 11      | 9      | 7       | 8        | 17      | 15       | 12      | 141 |
| ---------------------- | ------ | ----- | -------- | ------- | ------- | ------- | ------ | ------- | -------- | ------- | -------- | ------- | --- |

## Історія
Аральськ заснований 1905 року у зв'язку з будівництвом залізниці Оренбург — Ташкент. Аральськ був раніше центром рибальства — портом на Аральському морі. Була промисловість місцевого значення — промисловий комбінат, асфальтовий завод. До деградації Аральського моря, що сталася в другій половині XX століття, основним заняттям мешканців було рибальство і переробка риби. За радянських часів у місті були три закриті військові містечка: Аральськ-5 («Урал») на півдні міста, Аральськ-6 («Чайка» і «Берізка») за 6 км на північний захід від міста, в районі села Жалгизагаш. Розквартировані в містечку «Урал» військові підрозділи були функціонально пов'язані з біохімічним полігоном на Острові Відродження, містечко «Чайка» відносилося до ракетних військ стратегічного призначення, у містечку «Берізка» проживав персонал аеродрому.
1992 року, у зв'язку з розформуванням полігону, особовий склад містечок Аральськ-5 і Аральськ-6 був разом з сім'ями передислокований до Росії, містечка прийшли в непридатність і були частково розібрані на будматеріали жителями міста. За 5 км на північний захід від міста є аеропорт, який використовувався для транспортного забезпечення полігону на острові Відродження, а також для пошуково-рятувального забезпечення космічних запусків з космодрому Байконур. З аеропорту виконувалася також велика кількість рейсів в населені пункти регіону.

## Господарство
Залізнична станція Аральське море на лінії Оренбург—Ташкент. Від станції Аральське Море на північний схід-схід відходить одноколійна залізнична гілка протяжністю 32 км, яка обслуговує розробки кухонної солі і сульфату натрію в районі села Жаксикилиш. Комбінат «Аралсульфат», швейна фабрика тощо. У минулому місто було центром риболовлі, портом на Аральському морі.
2005 року закінчилося будівництво греблі, внаслідок чого рівень води у північній частині Аральського моря (Мале море) став підвищуватися і на сьогодні досяг абсолютної відмітки 42 м. Нині в Аральському районі відроджується рибальство (у Малому морі акліматизована камбала), організовано виготовлення човнів. Найближчими роками межа моря може впритул наблизитися до міста, що дає надію на вирішення соціальних проблем місцевих жителів, створення нових робочих місць.
За 2 км на північ від міста проходить магістральна автомобільна дорога Іргиз — Аральськ — Айтеке-бі (ділянка автодороги М-32 Самара — Шимкент).